# Mikkel Diskerud
Mikkel Diskerud (ur. 2 października 1990 roku) – amerykański piłkarz pochodzenia norweskiego, występujący na pozycji pomocnika, od 2018 zawodnik IFK Göteborg, reprezentant Stanów Zjednoczonych.

## Kariera

### Klubowa
Mikkel swoją profesjonalną karierę zaczynał w swoim ojczystym kraju w Stabæk Fotball. Zadebiutował w meczu przeciwko SK Brann wchodząc w 80 minucie za Daigo Kobayashiego. 4 minuty później zdobył swoją pierwszą bramkę.

### Reprezentacyjna
Zaczynał w reprezentacji U-18 Norwegii, grając jeden mecz, nie zdobywając bramki. Z takim samym bilansem grał w reprezentacji U-19. A w reprezentacji U-20 grał dla Stanów Zjednoczonych. Został powołany na Mistrzostwa Świata U-20 w Piłce Nożnej 2009 – ze swoją reprezentacją nie wyszedł z grupy. Do tej pory zagrał 3 mecze zdobywając 1 gola w tej reprezentacji. W pierwszej reprezentacji Stanów Zjednoczonych zadebiutował 17 listopada 2010 roku w wygranym 1:0 towarzyskim meczu z RPA.